# HŠK Grič Zagreb
Hrvatski športski klub Grič bio je hrvatski sportski klub iz Zagreba.
Osnovan je 5. rujna ili 15. rujna 1923. godine.
Osnovan je u vrijeme kada je svaka gradska četvrt u Zagrebu nastojala osnovati svoj nogometni klub. Grič je bio klub građana Gornjeg grada, s Gričkih gorica. Osim nogometne, u klubu je djelovala i šahovska sekcija. Klub je koristio teren HŠK Tipografije na Cvjetnoj cesti. Tajništvo kluba nalazilo se u gostionici Lotršćak na Gornjem Gradu. Prestao je djelovati u svibnju 1945. godine.
Kako bi stekao članstvo u Zagrebačkom nogometnom podsavezu, klub je morao odigrati tri utakmice. Prve dvije igrao je s Tipografijom (2:1, 0:2) te jednu s rezervama Makabija (5:0).
Klupska adresa 1925. bila je Opatička 19, sjeveroistočno od Trga svetog Marka. Klupske boje 1932. bile su plava i crna.

## Nazivi kluba
U ljeto 1941. godine klub se spojio s Olympijom i Trgovačkim, te je promijenio puni naziv u Hrvatski trgovački športski klub Grič.

## Natjecanje i uspjesi
Klub je nastupao u II., III. I IV. razredu Zagrebačkog nogometnog podsaveza. U sezoni 1927./28. bio je prvak II. B razreda.